# José Díaz de Quijano (f. 1903)
José Díaz de Quijano (f. 1903) fue un escritor y músico español.

## Biografía
Nacido en Santander en el siglo XIX, estudió la carrera de derecho y fue director de la Revista de Navegación y Comercio de Madrid entre 1891 y 1893. Fue autor de la letra y música de las zarzuelas Faustito y Baños de impresión, y de la música de la revista Casa de huéspedes, además de escribir en colaboración con Juan Pérez de Zúñiga obras como Las goteras, La lucha por la existencia, Los tíos y El quinto cielo. Falleció en Madrid el 16 de marzo de 1903. Fue padre del escritor del mismo nombre José Díaz de Quijano y García Briz.